# (9523) Torino
(9523) Torino – planetoida z pasa głównego asteroid okrążająca Słońce w ciągu 3 lat i 303 dni w średniej odległości 2,45 j.a. Została odkryta 5 marca 1981 roku w Europejskim Obserwatorium Południowym przez Henriego Debehogne i Giovanniego de Sanctisa. Nazwa planetoidy pochodzi od włoskiego miasta Turyn. Przed nadaniem nazwy planetoida nosiła oznaczenie tymczasowe (9523) 1981 EE1.